# Bertie the Brain
Bertie the Brain va ser un dels primers jocs interactius d'ordinador de la història. Va ser construït a Toronto per Josef Kates per a l'Exposició Nacional Canadenca de 1950. L'ordinador de quatre metres d'alt permetia als assistents jugar al joc tic-tac-toe (marro) contra una intel·ligència artificial. El jugador introduïa el seu moviment en un teclat numèric lluminós en forma d'un tauler de tres per tres caselles, i el joc es reproduïa en un panell superior de llums similar però molt més gran. La màquina disposava d'un nivell de dificultat ajustable. Després de dues setmanes exposada en l'estand de l'empresa Rogers Majestic, la màquina va ser desmuntada al final de l'exposició i en gran part oblidada com a curiositat.
Kates va construir el joc per mostrar el seu tub additron, un tub de buit de petites dimensions. Diversos temes de patents van impedir l'ús del tub additron en altres ordinadors diferents a Bertie, i en poc temps es va quedar obsolet, ja que van començar a usar transistors en els ordinadors. Bertie the Brain és candidat a ser el primer videojoc interactiu d'ordinador, avançant-se al Nimrod, creat per John Bennet el 1951 en una màquina dissenyada expressament per al joc exhibida en un esdeveniment a Gran Bretanya, i a l'OXO creat per Alexander S. Douglas el 1952, que s'executava en un ordinador d'ús general. Va aparèixer només tres anys després de la invenció el 1947 del Cathode-ray tube amusement device, el primer joc electrònic interactiu conegut usat en una exhibició electrònica. Bertie usava bombetes en lloc d'una pantalla amb gràfics en temps real, així i tot encara que disposava de gràfics en moviment, no compleix algunes definicions del que és un videojoc.

## Història
Bertie the Brain era un ordinador per al joc tic-tac-toe, construït pel Dr. Josef Kates per a l'Exposició Nacional Canadenca de 1950. Kates havia treballat anteriorment en l'empresa Rogers Majestic, dissenyant i construint tubs de radar durant la Segona Guerra Mundial, després de la guerra va completar els seus estudis de llicenciatura en ordinadors al centre d'informàtica en la Universitat de Toronto mentre continuant treballant en Rogers Majestic. Mentre estava allí va ajudar a construir l'University of Toronto Electronic Computer (Ordinador Electrònic de la Universitat de Toronto o UTEC), un dels primers ordinadors operatius. També va dissenyar la seva versió en miniatura del tub de buit, al que va anomenar tub additron, que va registrar en la Radio Electronics Television Manufacturers' Association (Associació de fabricants de ràdio-electrònica) el 20 de març de 1951 com a tipus 6047.
Després de registrar una patent per al tub additron, Rogers Majestic va sol·licitar a Kates crear un dispositiu de demostració del tub a compradors potencials. Kates va dissenyar un ordinador especialitzat que incorpora aquesta tecnologia i el va construir amb l'assistència d'enginyers de la Rogers Majestic. Era molt gran, un ordinador metàl·lic de quatre metres d'alt, que solament podia executar el joc, i que va ser instal·lat a l'Edifici d'Enginyeria en l'Exposició Nacional Canadenca entre el 25 d'agost i el 9 de setembre 1950.
L'ordinador basat en els tubs additron, etiquetat com a "Bertie the Brain" i subtitulat com "La Meravella Electrònica de Rogers Majestic", va ser un gran èxit durant les dues setmanes de l'exposició amb llargues cues de visitants esperant per jugar. Kates romania al costat de la màquina quan li era possible, ajustant la dificultat cap amunt o cap avall per a adults i nens. L'actor i comediant Danny Kaye va ser fotografiat derrotant a la màquina (després de diversos intents) per la revista Life.

## Desenvolupament del joc
Bertie the Brain era un joc de marro en el qual el jugador seleccionava la posició per al seu següent moviment usant un panell de nou botons situats en una reixeta de 3x3 en un tauler. Els moviments apareixerien en un panell vertical de nou grans caselles disposades en una reixeta de 3x3 en la màquina, igual que en els botons, amb una ics (X) o un cercle (O) il·luminat a l'espai corresponent. L'ordinador faria el seu moviment poc després. Un parell de senyals a la dreta del panell del joc s'encenien alternant entre "Cervell Electrònic" i una "X" o "Cervell Humà" i un "O", marcat de qui era el torn del joc, i que s'il·luminaven juntament amb la paraula "Guanya" quan un dels jugadors havia guanyat. Bertie Podria operar a diversos nivells de dificultat. L'ordinador responia gairebé instantàniament als moviments del jugador, i en el nivell de dificultat més alt era gairebé imbatible.

## Llegat

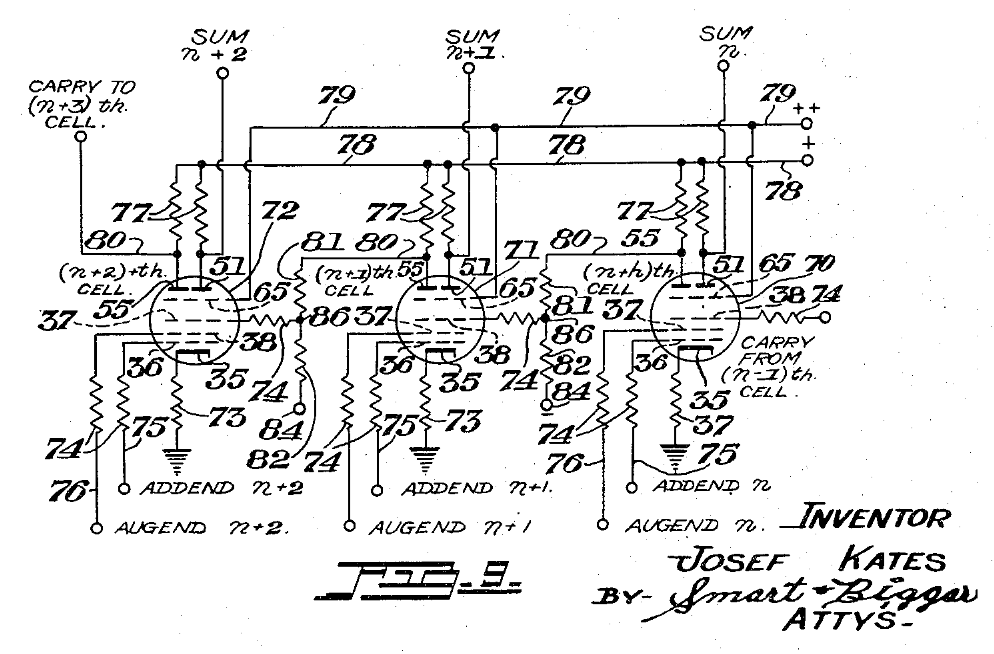
Circuit esquemàtic de la patent als EUA del tub additron

Després de l'exposició, Bertie va ser desmantellat i oblidat com a novetat. Kates va dir que treballava en tants projectes al mateix temps que no tenia energies de sobres per preservar-ho, malgrat la seva importància. Malgrat ser el primer ordinador amb un joc implementat –va precedir només per programes teòrics d'escacs– i ser presentat en un article de la revista Life, el joc va ser oblidat fins i tot en els llibres d'història dels videojocs. El propòsit primari de Bertie de fer publicitat el tub additron tampoc es va complir, doncs va ser l'única aplicació completa amb aquesta tecnologia. Pel temps Rogers Majestic va empènyer a Kates a desenvolupar un model operatiu complet per a la seva exhibició, per la qual cosa va treballar en els tubs durant un any, desenvolupant diverses revisions, però l'equip de la Universitat de Toronto deia que el desenvolupament era massa lent per intentar integrar-los en l'UTEC.
A pesar que altres empreses van expressar interès a Kates i a Rogers Majestic a utilitzar els tubs, problemes amb l'adquisició de les patents van impedir a Rogers Majestic o a la Universitat de Toronto patentar els tubs fora de Canadà fins al 1955, i l'aplicació de la patent no va ser acceptada als Estats Units fins a març de 1957, sis anys després de la sol·licitud. En aquells dies, l'ús dels tubs de va buidar estava en franc declivi per l'ús en augment de l'ús del molt superior transistor, impedint qualsevol recreació de Bertie o d'altres màquines similars. Kates va tenir una distingida carrera en l'enginyeria canadenca, però no va tornar a treballar en tubs de buit o en videojocs d'ordinador.
Bertie va ser creat només tres anys després de la invenció en 1947 del cathode-ray tube amusement device, el primer joc electrònic interactiu conegut, mentre altres jocs no visuals havien estat desenvolupats per a ordinadors per investigadors com Alan Turing i Dietrich Prinz amb el seu programa d'escacs pel Ferranti Mark 1 de la Universitat de Manchester, Bertie va ser el primer joc d'ordinador a presentar una exhibició visual de qualsevol tipus. Bertie és considerat que no compleix algunes definicions en la lluita pel títol del primer videojoc. Encara que les definicions varien, cathode-ray tube amusement device era un joc elèctric purament analògic, i encara que Bertie no usava una pantalla electrònica, s'executava en un ordinador. Un altre ordinador de propòsit especial basat en un joc, el Nimrod, va ser construït el 1951, mentre que programes per al joc del tic-tac-toe (OXO) i un de dames van ser desenvolupats per Christopher Strachey el 1952, els primers jocs d'ordinador no mostraven els resultats visuals en una pantalla electrònica, sinó usant bombetes.